# Wytwórcza Spółdzielnia Pracy „Społem”
Wytwórcza Spółdzielnia Pracy „Społem” – przedsiębiorstwo w Kielcach produkujące artykuły spożywcze. Jest drugim producentem majonezu i jednym z największych wytwórców musztardy w Polsce. Jego wyroby można nabyć w sieci hurtowni przedstawicielskich oraz dużych sieciach handlowych. Produkty żywnościowe spółdzielni są także eksportowane na rynki Wschodniej i Południowej Europy, Ameryki Północnej oraz Australii.
Sztandarowym produktem spółdzielni jest produkowany od 1959 Majonez Kielecki. Oprócz majonezu posiada także w swojej ofercie musztardy, ocet spirytusowy, chrupki, ketchupy, sosy, koncentraty ciast, przyprawy do zup i mięs oraz wyroby chemii gospodarczej.
Spółdzielnia posiada wdrożony system zarządzania jakością ISO 9001 oraz system HACCP.

## Historia
Za początek historii Wytwórczej Spółdzielni Pracy „Społem” uznaje się datę 15 września 1920 roku, kiedy to w ówczesnych Zakładach Wytwórczych ugotowano pierwszą partię mydła gospodarczego. W 1959 roku opracowano recepturę majonezu i rozpoczęto po raz pierwszy w kraju jego produkcję na skalę przemysłową. W okresie zmian polityczno-gospodarczych w latach 1989 i 1990 został zlikwidowany Centralny Zarząd Spółdzielni Spożywców, pod który podlegały kieleckie Zakłady Wytwórcze. W obliczu zagrożenia upadłością zakładu załoga zadecydowała o przekształceniu przedsiębiorstwa w samodzielną jednostkę: Wytwórczą Spółdzielnię Pracy „Społem”. W okresie po transformacji spółdzielnia rozpoczęła inwestycje w linie produkcyjne oraz rozszerzyła asortyment, co spowodowało wzrost konkurencyjności i wzmocniło pozycję przedsiębiorstwa na polskim rynku.
Pod koniec listopada 2024 roku zaprezentowany plany budowy nowej hali produkcyjnej Majonezu Kieleckiego na terenie fabryki przy ul. Mielczarskiego.